# Rafael Palacios
Rafael Abelardo Palacios García (Langreo, 22 de noviembre de 1963), más conocido como Rafael Palacios, es un político español.

## Biografía
Nació en el concejo de Langreo (Asturias) en 1963 y vive en la parroquia de Ciaño. Empezó desde joven a militar en Juventudes Comunistas del PCE. Es diplomado en Empresariales por la Universidad de León. Posteriormente, realizó un máster en género y diversidad en la Universidad de Oviedo. Profesionalmente, trabajó en Langreo (Asturias) en una academia de estudios, dando clases particulares de matemáticas desde 1984.

## Trayectoria política
Tras ser expulsado de Andecha Astur fundó Izquierda Nacionalista Asturiana y más adelante, junto con el Partido Comunista de los Pueblos de España e Izquierda Asturiana, la coalición Bloque de la Izquierda Asturiana. Palacios decidió asociarse a Izquierda Unida y separó la coalición para crear el Bloque por Asturies. En 2003 se convierte en portavoz del partido Bloque por Asturies.
En las elecciones municipales de mayo de 2003 fue elegido concejal del Ayuntamiento de Langreo por la coalición electoral IU-BA. Dicha coalición electoral consigue a nivel autonómico conformar un gobierno de coalición en el segundo mandato de Vicente Álvarez Areces. Palacios pasa a ser director de la Agencia de Cooperación al Desarrollo del Gobierno de Asturias entre 2003 y 2007, dimitiendo como concejal en Langreo. En 2006 Palacios confirma que será el cabeza de lista de Bloque por Asturies en las elecciones de 2007, aunque se repite la coalición con IU. En 2007 se reedita tanto la coalición electoral como el gobierno de coalición, continuando Palacios en el mismo cargo.
En julio de 2010 Bloque por Asturies rompe su coalición con Izquierda Unida y abandona el gobierno, dejando Palacios su cargo. En febrero de 2011 se anunció la presentación la candidatura de Palacios a la presidencia del Principado de Asturias por la coalición electoral Bloque por Asturies-UNA en las elecciones autonómicas del 22 de mayo de 2011. La coalición electoral consigue el 1,06% de los votos y ningún escaño en la Junta General.
Entre 2014 y 2019 formó parte del equipo técnico de la Dirección de Equidad de Género e Igualdad de Oportunidades en el Trabajo del Ministerio de Trabajo de Argentina. Fue, además, profesor de la Universidad Nacional de Quilmes. Consiguió la nacionalidad argentina.
En las elecciones autonómicas de Asturias de mayo de 2019 Palacios es elegido diputado en la XI legislatura de la Junta General por Podemos Asturies. Posteriormente fue nombrado coordinador general de Podemos Asturies, siendo una de las cabezas visibles de la formación. En enero de 2023 la coordinadora autonómica Sofía Castañón se da de baja laboral, pasando Palacios a ser su sustituto de manera interina y liderando el partido a efectos prácticos.
Fue el candidato de Podemos en las elecciones municipales de mayo de 2023 a la alcaldía del Ayuntamiento de Langreo. Esta designación, sin proceso de primarias previo, fue fuertemente criticado por Podemos Langreo. Su candidatura consigue el 4,24% de los votos y no logra ningún concejal en el Ayuntamiento. Podemos perdió los 8 concejales que presentaba en favor de la coalición electoral Convocatoria por Langreo.